# Hymenoscyphus ianthinum
Hymenoscyphus ianthinum är en svampart som först beskrevs av Elias Fries, och fick sitt nu gällande namn av Lambotte. Hymenoscyphus ianthinum ingår i släktet Hymenoscyphus och familjen Helotiaceae.   Inga underarter finns listade i Catalogue of Life.